# Evaluación sensorial

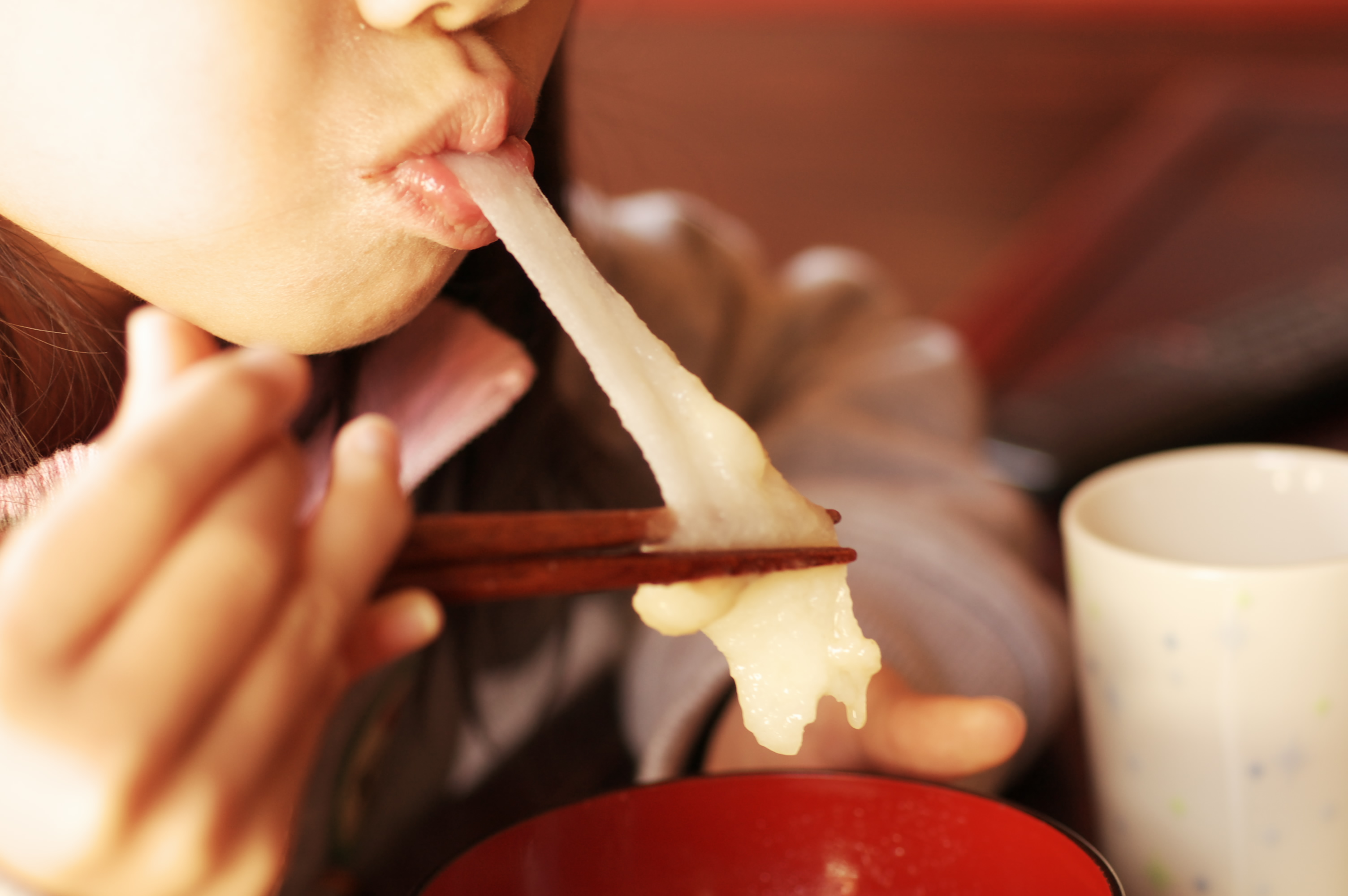
La evaluación sensorial se centra en todos los sentidos, a pesar de que se entienda comúnmente que es tan sólo el sabor el único involucrado.

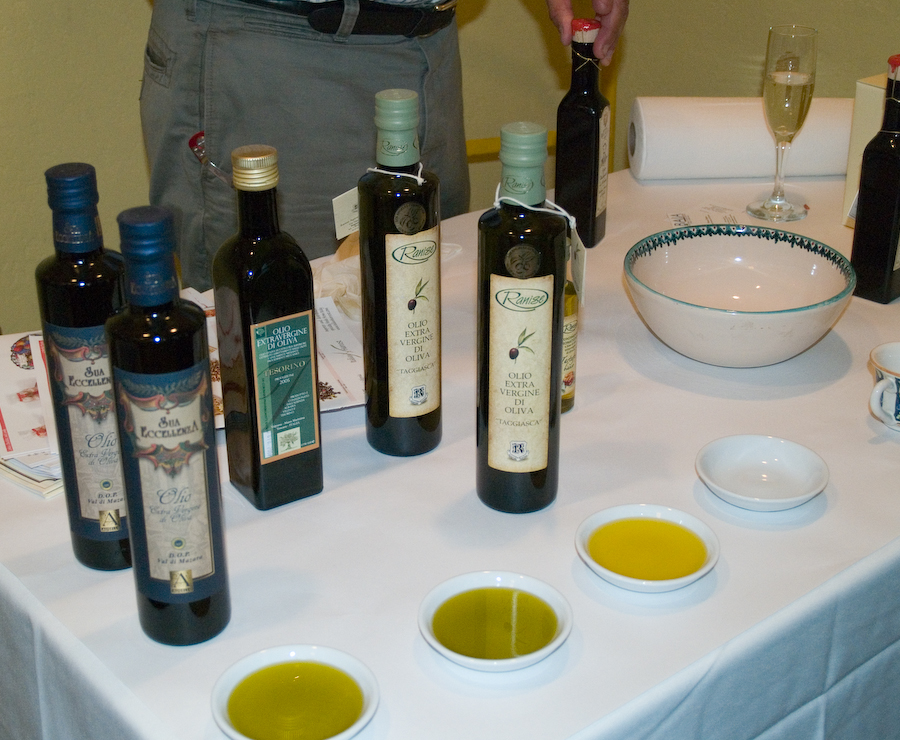
Cata de aceites vírgenes de oliva.

La Evaluación sensorial se trata del análisis normalizado de los alimentos que se realiza con los sentidos. Se suele denominar "normalizado" con el objeto de disminuir la subjetividad que pueden dar la evaluación mediante los sentidos. La evaluación sensorial se emplea en el control de calidad de ciertos productos alimenticios, en la comparación de un nuevo producto que sale al mercado, en la tecnología alimentaria cuando se intenta evaluar un nuevo producto, etc. Una de las evaluaciones sensoriales más conocidas es la de la cata de vinos. En la evaluación sensorial participan personas especializadas (evaluadores) a las que se les somete a diversas pruebas para que hagan la evaluación de forma objetiva. Los resultados de los análisis afectan al marketing y el packaging de los productos para que sean más atractivos a los consumidores.

## Tipos de análisis
Se habla de tres grandes tipologías: 
- Análisis descriptivo - También denominado Análisis de Valoración (Rating Test), es aquel grupo de tests en el que se realiza de forma discriminada una descripción de las propiedades sensoriales (parte cualitativa) y su medición (parte cuantitativa). Se entrena a los evaluadores durante seis a ocho sesiones en el que se intenta elaborar un conjunto de diez a quince adjetivos y nombres con los que se denominan a las sensaciones. Se suelen emplear unas diez personas por evaluación.
- Análisis discriminativo - Se emplea en la industria alimentaria para saber si hay diferencias entre dos productos, o para evaluar el efecto de un cambio en el proceso sobre las propiedades organolepticas del alimento, el entrenamiento de los evaluadores es más rápido que en el análisis descriptivo. Se emplean cerca de 30 personas. En algunos casos se llega a consultar a diferentes grupos étnicos: asiáticos, africanos, europeos, americanos, etc.
- Análisis del consumidor - Se suele denominar también test hedónico y se trata de evaluar si el producto agrada o no, en este caso trata de evaluadores no entrenados, las pruebas deben ser lo más espontáneas posibles. Para obtener una respuesta estadística aceptable se hace una consulta entre medio centenar, pudiendo llegar a la centena.